# Ewigkeit
Az Ewigkeit angol egyszemélyes metal projekt. James Fogerty alapította 1994-ben. Indusztriális metal, black metal, progresszív metal, avantgárd metal és elektronikus zene műfajokban játszik.

## Diszkográfia
- Dwellers on the Threshold (demó, 1996)
- Battle Furies (1997)
- Starscape (1999)
- Land of Fog (2003)
- Radio Ixtlan (2004)
- Conspiritus (2005)
- Back to Beyond (2013)
- Cosmic Man (2017)
- Battle Furies 2.017 (2017)
- DISClose (2019)
- Starscape 2.019 (2019)